# Rick Cosnett
Richard James « Rick » Cosnett,  est un acteur australo-zimbabwéen, né le 6 avril 1983 à Chegutu, au Zimbabwe. Il se fait connaître grâce aux rôles de Wes Maxfield dans Vampire Diaries, Eddie Thawne dans Flash et Elias Harper dans Quantico. C'est le cousin de Hugh Grant.

## Biographie

### Enfance et Jeunesse
Rick Cosnett naît en 6 avril 1983 et grandit dans une ferme à Chegutu, au Zimbabwe. Sa famille y participe au théâtre musical, ce qui l'incite à jouer très jeune. À 17 ans, il part avec sa famille ayant pris une décision de déménager à Queensland, en Australie, en grande partie à cause de la réforme agraire au Zimbabwe.

### Vie privée
Rick Cosnett est le cousin germain de Hugh Grant.
Le 13 février 2020, il annonce son homosexualité sur son compte d'Instagram,.

### Formation
Il s'inscrit à l'université de technologie du Queensland à Brisbane. Il y obtient d'abord une bourse pour étudier la musique, avant d'obtenir un baccalauréat en arts théâtraux.

## Filmographie

### Longs métrages
- 2006 : The Bet de Mark Lee : Mike Voss
- 2017 : Skybound d'Alex Tavakoli : Matt
- 2018 : Le Mirador (El mirador) de Sophie Webb : Ryan
- 2019 : Tu me manques de Rodrigo Bellott : Chase
- 2022 : Master Gardener de Paul Schrader : Stephen Collins

### Courts métrages
- 2008 : The Terrorist de Sean Ascroft
- 2009 : The Neighbour de Ben Weir
- 2010 : The Elephant in the Room de Mark W. Gray : Curtis
- 2012 : The Timing of Love de Susanna Ericsson : Simon
- 2019 : Softer de Lovell Holder : Charlie

### Téléfilms
- 2013 : Continuing Fred de Bill Daly : Brian
- 2017 : Une nouvelle chance à l'amour (Happily Never After) de David S. Cass Sr : Josh
- 2019 : Dans la peau de mon frère jumeau (The Wrong Husband) de Ben Meyerson : Derrick / Alex

### Séries télévisées
- 2004-2005 : Forensic Investigators : Mal Henshall (8 épisodes)
- 2005 : HeadLand : Brad Partridge (3 épisodes)
- 2007 : East West 101 : Greg Small (Saison 1, épisode 2 : Death at the Station)
- 2008 : The Trojan Horse : Will Tullman (mini-série, 3 épisodes)
- 2008-2009 : The New Inventors : l'inventeur (5 épisodes)
- 2013-2014 : Vampire Diaries : Dr Wes Maxfield (12 épisodes)
- 2014-2017  et 2022-2023 : Flash (The Flash) : l'inspecteur Eddie Thawne (33 épisodes)
- 2015 : Quantico : Elias Harper (10 épisodes)
- 2016 : Castle : Victor Crowne (saison 8, épisode 21 : Hell to Pay)
- 2017 : NCIS : Enquêtes spéciales (NCIS) : Sean Parks (saison 15, épisode 23 : Fallout)